# Toby Collyer
Tobias Christopher Collyer (Worthing, 3 januari 2004) is een Engels voetballer die bij voorkeur als defensieve middenvelder speelt. Hij tekende in 2024 voor Manchester United.

## Clubcarrière
Manchester United haalde Collyer in 2022 weg bij Brighton & Hove Albion. Op 10 augustus 2024 debuteerde hij in de FA Community Shield 2024 tegen Manchester City. Op 1 september 2024 debuteerde Collyer in de Premier League tegen Liverpool.